# Аврора Петі
Аврора Петі (фр. Aurore Petit; 27 вересня 1981, Труа, Об) — французька дитяча авторка та ілюстраторка.

## Біографія
Аврора Петі народилася 1981 року й виросла у Верхній Савойї.
У 2006 році закінчила Страсбурзьку школу декоративного мистецтва. Після проживання в Парижі тепер вона живе і працює в місті Нант.
У 2023 році Аврора Петі була почесним гостем Фестивалю дитячої книги у Віллербані, де була представлена виставка «Велика виставка Аврори Петі», присвячена її творчості.

### Роботи
Її перша книга, Ménageries, була опублікована у 2008 році. Тут уже помітні індивідуальні авторські риси Аврори Петі: «трохи сюрреалістичний тон, трохи абсурдні ситуації». Замість простого оповідання її книжки побудовані навколо серії зображень, навколо графічної розповіді.
Вона регулярно співпрацює зі своїм партнером Жаном-Марком Матісом, зокрема над серією Долорес Вілсон (2014—2022). Ця серія був адаптована для театру у 2021 році компанією Les Belles oreilles.
Окрім книг, Аврора Петі ілюструє журнали, комікси, поп-ап книги, створює декорації для театру тощо.
У 2019 році її книжка «Матуся — домівка», високо оцінена критиками, отримала премію Millepages за найкращу дитячу книжку. У 2021 було видано продовження цієї книжки — Bébé ventre («Малюк у животі»), і La petite sœur est un diplodocus («Моя сестричка — диплодок») у 2022 році, яка була перекладена англійською мовою.
Книжка «Матуся — домівка» стала для авторки особливою, адже вона автобіографічна — Аврора Петі розповідає у ній про перший рік після народження сина. Вона хотіла зафіксувати всі ці миті та передати емоції, які відчувала, відкриваючи для себе материнство. Стиль художниці вирізняється мінімалізмом, яскравими барвами та оригінальними композиційними рішеннями. У книзі «Матуся — домівка» Аврора Петі використала спеціальні неонові фарби, зокрема флуоресцентний рожевий, щоб створити ефект поп-арту та підкреслити динаміку розповіді.

## Нагороди та відзнаки
- 2019 рік: Французька літературна премія Millepages за найкращу дитячу книжку «Матуся — домівка».

## Переклади українською
- Аврора Петі. Матуся — домівка. Переклад із французької: Ніколь Дзюб. Київ: Риби на даху, 2025. стор. ISBN 978-617-95386-3-6.